# Basiprionota sinuata
Basiprionota sinuata es un coleóptero de la familia Chrysomelidae.
Fue descrita científicamente por primera vez en 1790 por Olivier.